# Cerro de San Cristóbal (Valladolid)
El Cerro de San Cristóbal es un cerro testigo ubicado en el extremo sur del término municipal español de Valladolid, en la comunidad autónoma de Castilla y León. Se encuentra a 5 km de su centro urbano y se eleva a una altitud de 843 m s. n. m. Desde el mismo se alcanza a ver una gran extensión de la ciudad de Valladolid y su entorno, y hacia el norte puede distinguirse el castillo de Fuensaldaña.

## Geografía
Se trata de un ejemplo de los llamados en geomorfología «cerros testigo»; en el centro de la Cuenca del Duero, colmatada de sedimentos en el Terciario y Cuaternario, se depositaron calizas de origen lacustre, difíciles de desmantelar por la erosión, que dieron lugar a unas llanuras que se conocen como páramos. Sin embargo, en algunos sectores la erosión redujo esos páramos a cerros testigo que dominan las cuestas y campiñas de los valles: estas elevaciones se conocen como cerros, oteros, motas o alcores, siendo San Cristóbal uno de ellos.
Su cima es llana y alargada. Los laterales caen suavemente y presentan una abundante vegetación, principalmente cipreses y pinos, gracias a una repoblación iniciada en la segunda mitad del siglo XX. Entre los materiales que nos encontramos están arenas, yesos, arcillas calcáreas y fangos salinos, además de calizas en la superficie de su cima.

## Historia
El 24 de julio de 1961 se inauguró en la cima del cerro un enorme monumento en memoria de Onésimo Redondo, natural de Quintanilla de Abajo y dirigente del nacional-sindicalismo. Asimismo, la cumbre se fue poblando con antenas de comunicación. En febrero de 2016 el monumento es derribado.

En el cerro
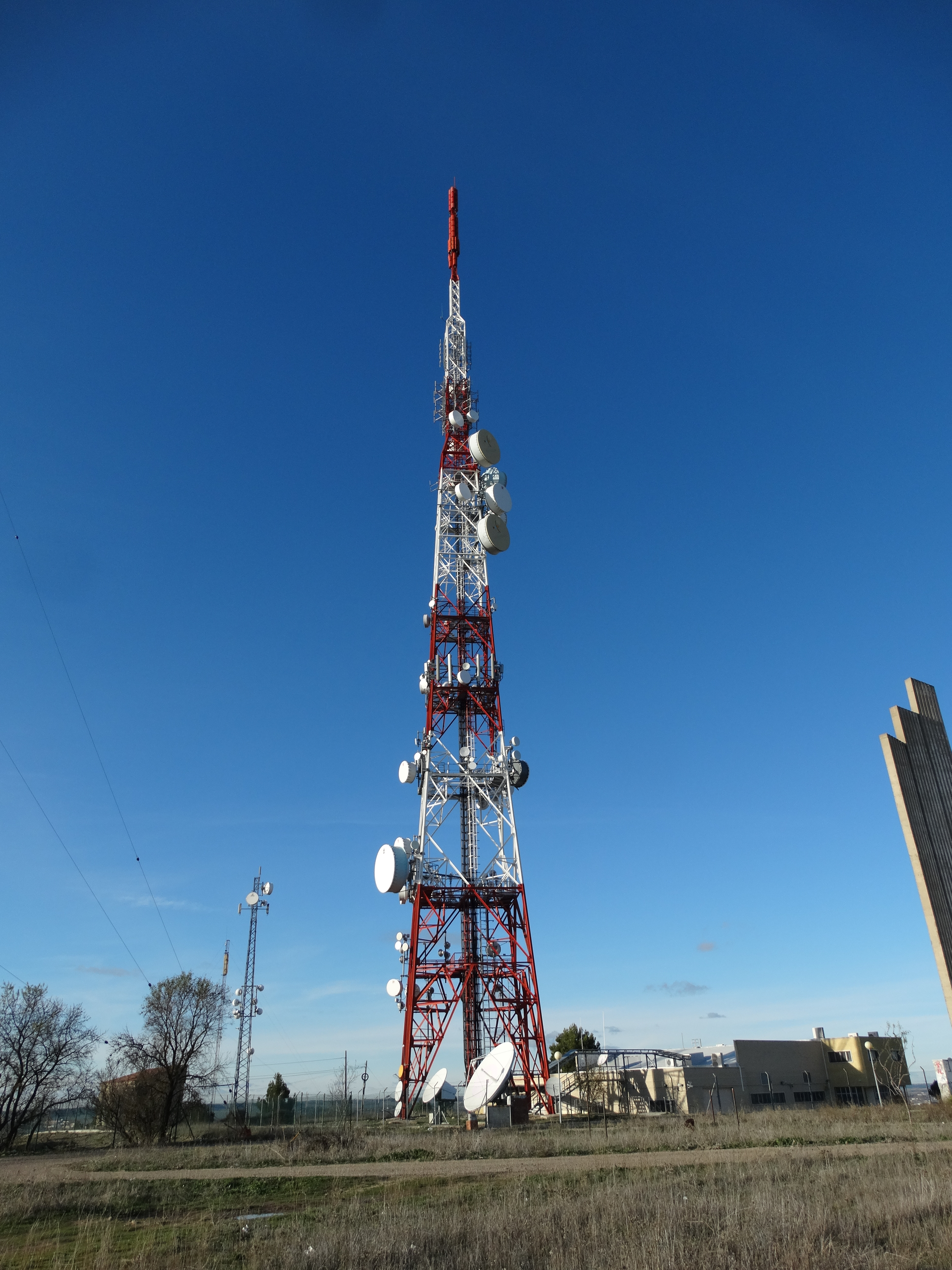
Antena de comunicación
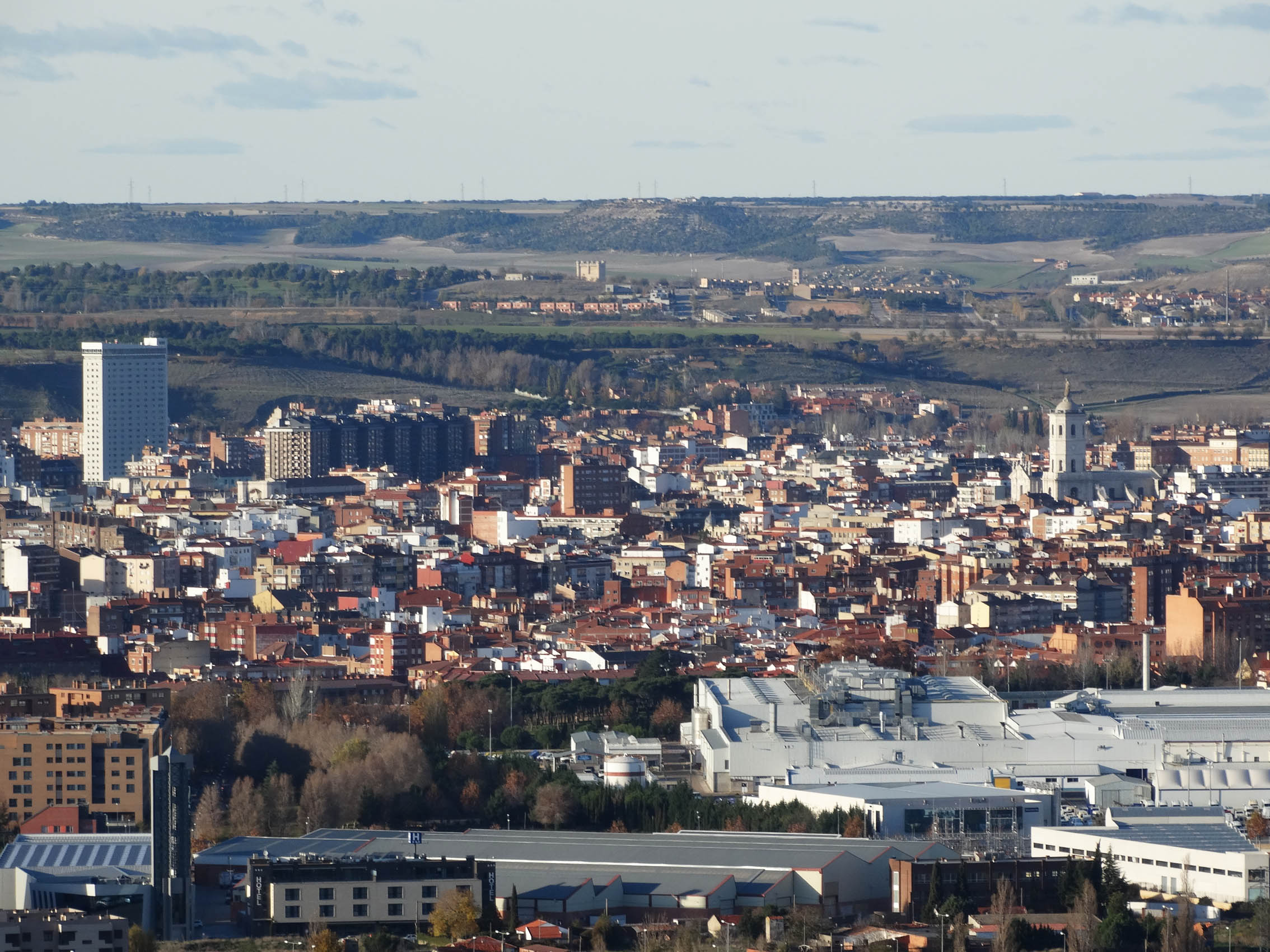
Vista de la ciudad. A la izquierda sobresale el edificio Duque de Lerma, a la derecha la torre de la catedral. Al fondo la torre del homenaje del castillo de Fuensaldaña.
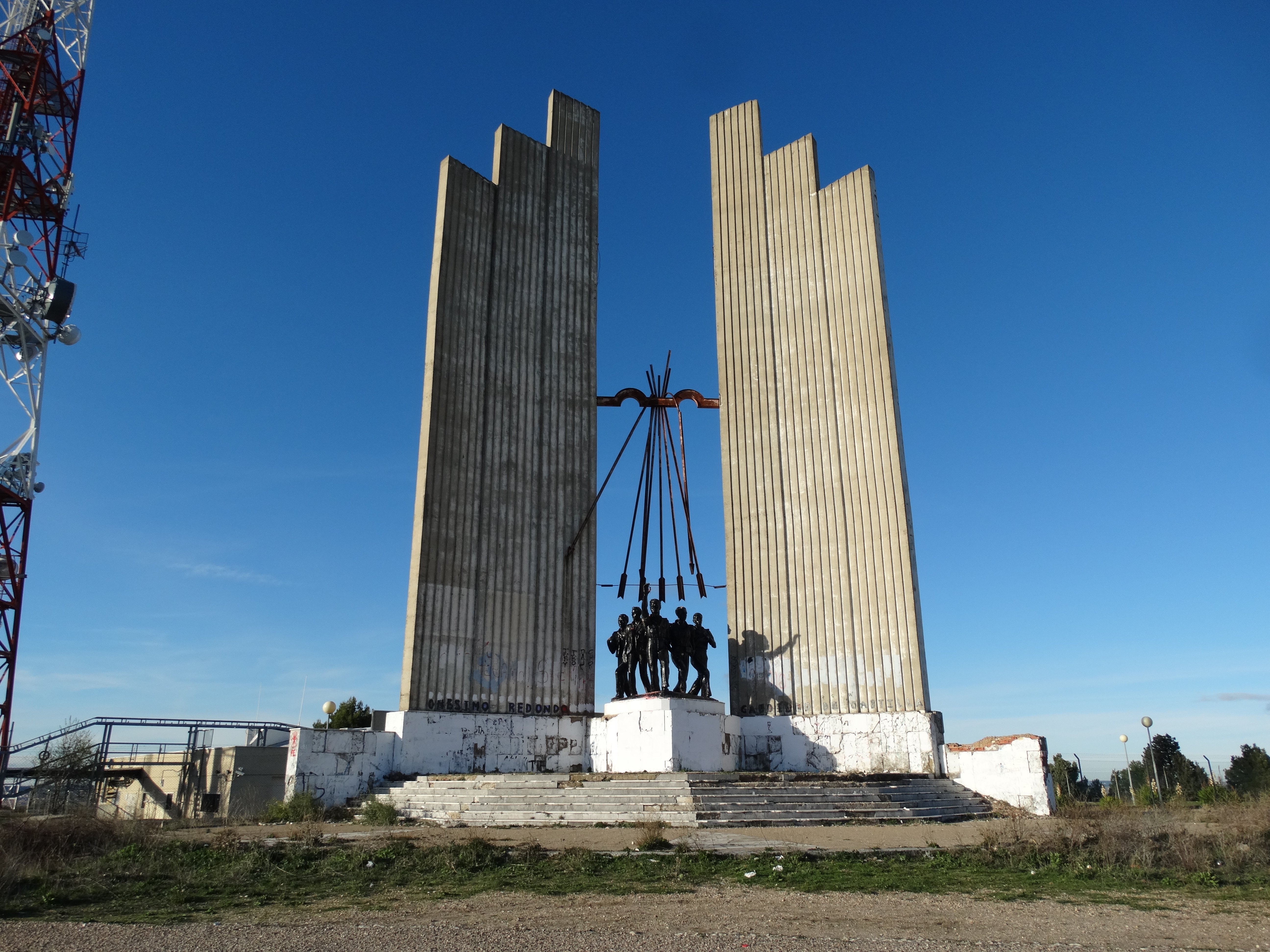
Monumento a Onésimo Redondo, levantado en 1961 y demolido en 2016.